# Mérens-les-Vals
Mérens-les-Vals is een gemeente in het Franse departement Ariège in de regio Occitanie en telt 185 inwoners (2004). De plaats maakt deel uit van het arrondissement Foix.

## Geografie
De oppervlakte van Mérens-les-Vals bedraagt 74,5 km², de bevolkingsdichtheid is 2,5 inwoners per km².

## Verkeer en vervoer
In de gemeente ligt spoorwegstation Mérens-les-Vals.
De onderstaande kaart toont de ligging van Mérens-les-Vals met de belangrijkste infrastructuur en aangrenzende gemeenten.

## Demografie
Onderstaande figuur toont het verloop van het inwonertal (bron: INSEE-tellingen).

Vanwege een beveiligingsprobleem met de MediaWiki Graph-software is het momenteel niet mogelijk deze grafiek weer te geven. Zodra de software is bijgewerkt zal de grafiek vanzelf weer zichtbaar worden.